# Rosenberg (Landkreis Wasserburg am Inn)
Rosenberg war eine 1971 aufgelöste Gemeinde im Landkreis Wasserburg am Inn und ist eine Gemarkung im Landkreis Mühldorf am Inn. Sitz der Gemeinde war der Weiler Rosenberg, das spätere Altrosenberg.

## Geschichte
Die Gemeinde wurde 1818 gegründet und bestand bis 1971. Die Bevölkerung der Gemeinde im Bezirksamt Wasserburg, später Landkreis Wasserburg am Inn schwankte in der Zeit zwischen 1840 und 1939 zwischen 303 und 358 Einwohnern. Einen Zwischenhöchststand gab es 1950 mit 530 Einwohnern. Damals hatte die Gemeinde eine Fläche von 838,87 Hektar, bestand aus 28 Orten und hatte insgesamt 70 Wohngebäude. Im Weiler Rosenberg, dem späteren Altrosenberg, lebten 1950 in fünf Wohngebäuden 104 Einwohner. 1961 lebten in der Gemeinde 509 Einwohner, 73 davon im Weiler Rosenberg. In den 1960er Jahren wurde auf einer Fläche nahe von Haag in Oberbayern der Gemarkung Rosenberg eine Siedlung errichtet, die schnell zum größten Ort der Gemeinde wurde. Deshalb sollte diese Siedlung Rosenberg bezeichnet werden, weshalb der Weiler Rosenberg in Altrosenberg umbenannt wurde.
Die Gemeinde bestand 1961 aus den 28 Gemeindeteilen Blümöd, Bramer, Farrach, Feichten, Fischberg, Fislarn, Grub, Hochhaus, Höller, Hohlweg, Holzkling, Joppenpoint, Kling, Kühlsöd, Mayrhof, Moos, Nußbaum, Puß a.d.Straß, Rappold, Reit, Rosenberg, Starrnhöllmühle, Steinweg, Thonbach, Tiefenmoos, Voglberg, Wachtel und Weihermühle.
Bei der Gebietsreform wurde das Gemeindegebiet am 1. April 1971 auf die Gemeinden Albaching, Haag und  Rechtmehring aufgeteilt. Zur Gemeine Albaching kamen Fischberg, Mayrhof, Moos, Rappold und  Steinweg, zu Haag in Oberbayern kamen die Gemeindeteile Joppenpoint, Kühlsöd, Reit (zum Teil), Rosenberg, Starrnhöllmühle, Voglberg (zum Teil), Wachtel und Weihermühle, in die Gemeinde Rechtmehring eingegliedert wurden Altrosenberg, Blümöd, Bramer, Farrach, Feichten, Fislarn, Grub, Hochhaus, Höller, Hohlweg, Holzkling, Kling, Nußbaum, Putz an der Straß, Reit (zum Teil), Thonbach, Tiefenmoos und Voglberg (zum Teil).